# 兰州轨道交通2号线
兰州轨道交通2号线是蘭州軌道交通系統的一條地铁線路。一期工程起自雁白大桥站，终至东方红广场站，全长约9.06km，全部为地下线，设9座车站。2号线一期共9座车站，于2023年6月29日9时36分开通试运营。2号线二期共23座车站，包含兰州西站北广场站，二期路線長27.6公里，具体车站位置不明。

## 车站列表
一期开通区间全部位于城关区。
| 正式站名   | 工程名     | 站台形式   | 换乘                                   |
| ---------- | ---------- | ---------- | -------------------------------------- |
| 雁白大桥   | 雁北路     | 地下侧式   | █ 3号线（规划）                        |
| 均家滩     | 雁园路     | 地下岛式   |                                        |
| 张苏滩     | 雁南路     | 地下岛式   |                                        |
| 五里铺     | 五里铺     | 地下岛式   | █ 1号线                                |
| 团结新村   | 定西路     | 地下岛式   |                                        |
| 红星巷     | 公交五公司 | 地下岛式   |                                        |
| 兰州火车站 | 火车站     | 地下岛式   | █ 3号线（规划） █ 5号线（规划） 兰州站 |
| 邮电大楼   | 邮电大楼   | 地下岛式   |                                        |
| 东方红广场 | 东方红广场 | 地下双岛式 | █ 1号线                                |

### 换乘站

#### 已投入使用
- 五里铺站：换乘1号线。本站在1号线建设时已预留换乘节点，为T字形节点换乘。
- 东方红广场站：换乘1号线。本站为兰州首个地铁同台换乘站，可进行顺向同台换乘。乘客在此站下车后可以直接在站台对面换乘1号线的西行方向，而换乘1号线东行方向则需先前往站厅再下至另一站台。

#### 将会成为换乘站的车站
- 雁白大桥站：换乘3号线。本站在建设时已在地下二层预留了3号线的站台结构，该结构现时作为2号线的换向通道使用。
- 兰州火车站：换乘3号线和5号线。本站未预留任何换乘结构，预计需要通过站厅换乘。

## 行車安排
2號綫目前採取單一交路營運，所有列車皆往返雁白大桥站及东方红广场站之間。2号线一期工程初期运营时间为6:30至23:20，每天运营服务16小时50分钟。

## 使用列车
兰州轨道交通2号线与1号线一样，采用6节A型车，最高运营速度为80km/h。2号线列车在车辆选用方面，车体智能化程度更高，车门上的屏幕显示各车厢客流密度，而且不同车厢可以设置不同温度，满足乘客的不同需求。

## 纪念票
2023年6月30日起，兰州市轨道交通有限公司限量发售兰州轨道交通2号线一期工程开通试运营纪念票，发售量2000套，售价80元/套。